# Francisco António de Almeida
Francisco António de Almeida  (ca.1702-1755?) fue un compositor portugués del siglo XVIII.
Tras un tiempo en Italia introdujo la ópera en Portugal al representar en Lisboa La Pazienza di Socrate (representada en 1733, sólo se conserva el tercer acto), La Finta Pazza (representada en 1735, perdida) y La Spinalba (representada en 1739), única de sus óperas que se conoce entera. Estas obras están influenciadas por el italianismo, pero además de su importancia histórica tienen ingenio y frescura.

## Obras
- Il pentimento di Davidde (componimento sacro), 1722
- La Giuditta (oratorio), 1726 (estrenada en Roma, reestrenada en 1990). 
  - Una versión aparece en el catálogo Harmonia Mundi (2003)
  - Manuscrito numerizado disponible en la Biblioteca Estatal de Berlín
- Il trionfo della virtù (componimento poético), 1728
- Il trionfo d'amore (scherzo pastorale), 1729
- Gl'incanti d'Alcina (dramma per musica da cantarsi), 1730
- La Spinalba, ovvero Il vecchio matto (dramma cómico), 1739
- L’Ippolito (serenata), 1752
- Sinfonía en Fa Major, (fecha desconocida, probablemente entre 1735 y 1750), 
  - Manuscrito numerizado disponible en la Biblioteca del Land y Universidad de Dresde, y una copia aparece en IMSLP
  - Edición moderna disponible en una versión editada por Dimitri Agüero